# Городская усадьба В. Я. Лепёшкиной
Городска́я уса́дьба Лепёшкиной — московская усадьба, расположенная  у пересечения Знаменки и Староваганьковского переулка. Была возведена в 1888—1890 годах по проекту архитектора Бориса Фрейденберга для почётной гражданки Варвары Яковлевны Лепёшкиной. По состоянию на 2018-й в здании располагается Институт государства и права Академии наук.

## Строительство и использование

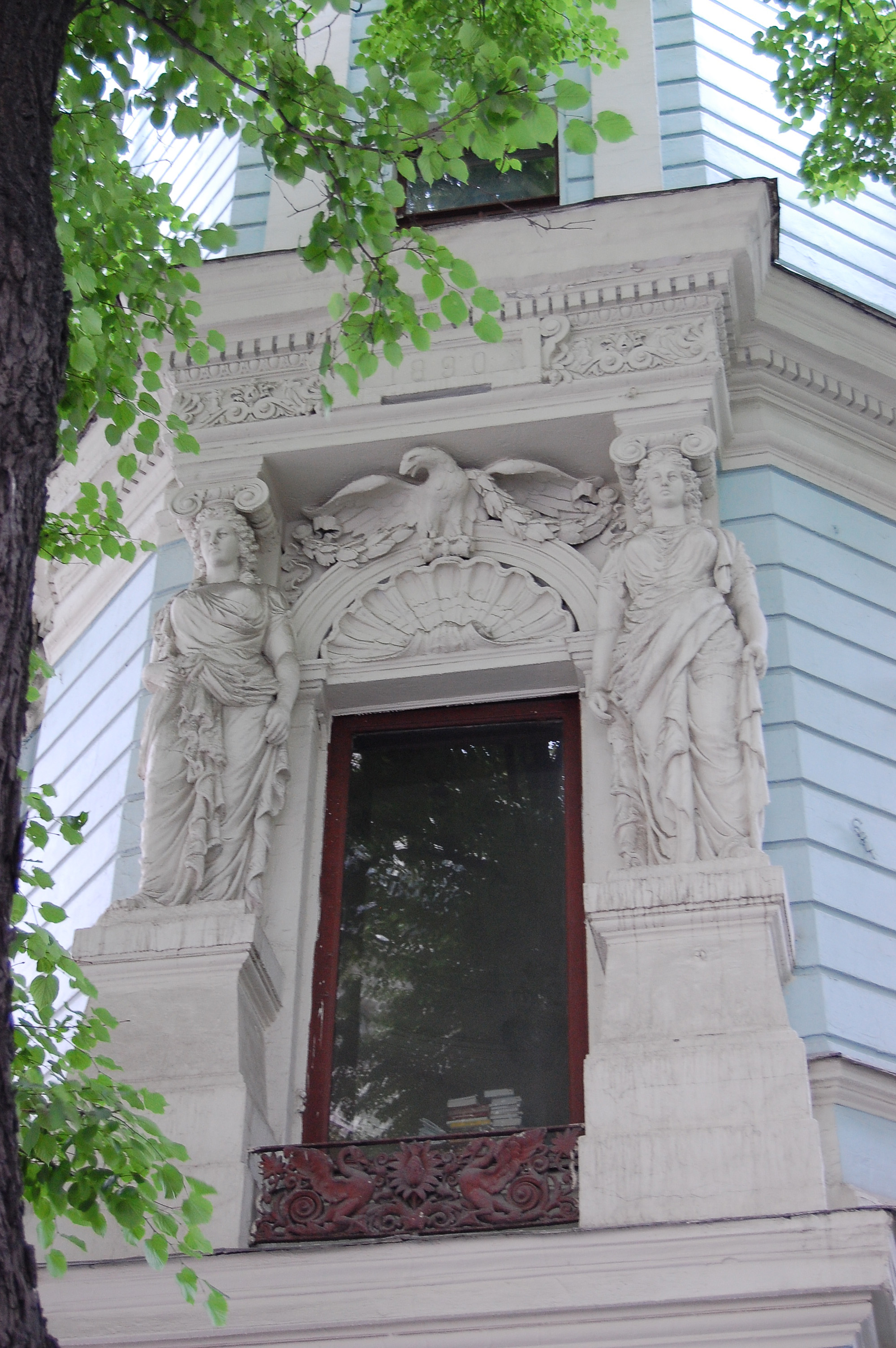
Лепной декор углового окна усадьбы Лепёшкиной, 2015 год

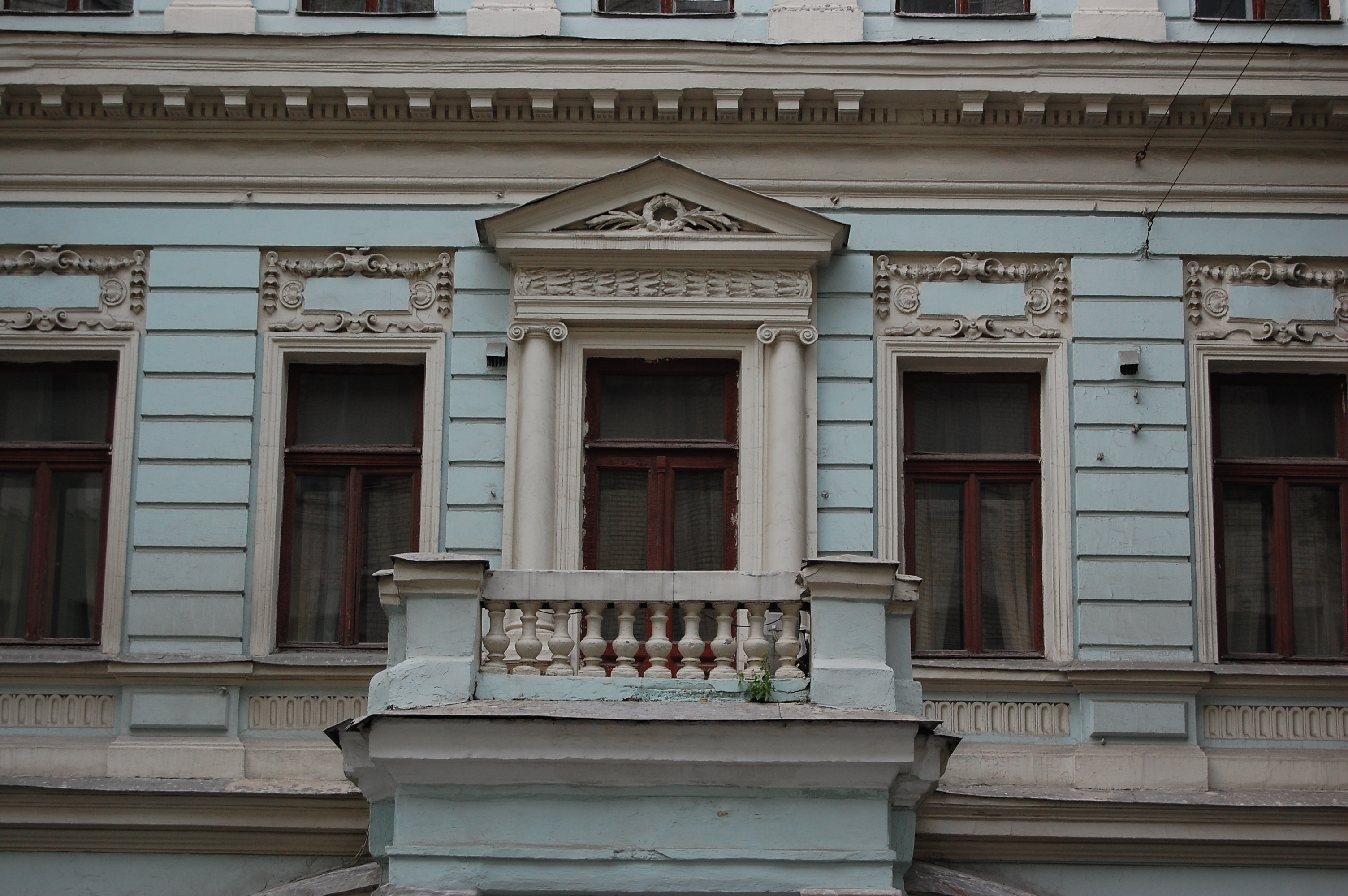
Лепной декор второго этажа усадьбы Лепёшкиной, 2015 год

В конце XVII века обширный участок у пересечения Знаменки и Староваганьковского переулка занимали палаты думного дьяка А. И. Иванова. В 1738 году территория перешла в собственность дворян Левашовых. Через четырнадцать лет в глубине участка уже находился классицистический особняк, реконструированный из старых построек. От красной линии переулка проложили парадный въезд в усадьбу, рядом возвели деревянные флигеля. Землю вдоль улицы занимал просторный сад, в 1828 году его выкупила купчиха М. П. Арбузова. В течение года она возвела на этом месте ампирный особняк, обращённый на Знаменку. Но западная часть территории оставалась незастроенной и использовалась как приусадебный парк. К 1884 году он выделился в отдельное владение, которое приобрела почётная гражданка Варвара Яковлевна Лепёшкина (урождённая Прохоровая). Она руководила женским профессиональным училищем на Пятницкой улице.
Для новой хозяйки в 1884 году архитектор Борис Фрейденберг начал проектирование двухэтажного каменного особняка. Его строительство началось только в 1888 году и продлилось два года. Изначально архитектор планировал акцентировать угол здания ротондой и обустроить галерею для выхода в сад. Но от этих элементов отказались, изменив планировку дома. Позади особняка возвели двухэтажный каменный флигель, использовавшийся для хозяйственных и жилых нужд. По некоторым данным, в 1901 году Лепёшкина выкупила оставшуюся часть имения Арбузовой. Но уже через год хозяйка скончалась и владения перешли по наследству её дочери Любови Васильевне Шамшиной. Тем не менее ряд исследователей указывает, что имение досталось одному из сыновей Варвары Лепёшкиной. В 1906 году (по другим сведениям — в 1910 году) западную часть земли вместе с усадьбой переуступили купцу А. А. Понизовкину. В здании расположились квартира хозяина и московская контора Промышленно-торгового товарищества, которую он возглавлял.
Рустованные фасады дома выполнены в формах эклектики. Со стороны улицы Знаменки выступает ризалит парадного крыльца, который декорирован муфтированными колоннами, соединёнными с оградой. На уровне второго этажа композиция объединена с балконом, окно которого украшено ионическим колоннами и треугольным фронтоном. На втором этаже окно срезанного юго-восточного угла дома фланкировано двумя кариатидами. Они поддерживают волюты ионического ордера. Между статуями расположен наличник, оформленный в виде раковины.
После Октябрьской революции комплекс использовали для размещения государственных учреждений и Института советского строительства Коммунистической академии ЦИК, который позднее реорганизовали в Институт государства и права Академии наук. В 1932 году для нужд учебного заведения дом надстроили двумя этажами, фасады которых оформили межоконными гладкими пилястрами. Через три года задний флигель достроили одноэтажным кирпичным корпусом лаборатории.
В 1999 году архитектурная мастерская «Моспроект-2» провела историко-культурное исследование объекта. Специалисты подтвердили, что в здании сохранилось подлинное оформление плафонов, лепнины и карнизов резного дерева, а также филёнчатые панели стен, колонны и пилястры, метлахская плитка и оригинальные печи. В 2014 году комплекс признали объектом культурного наследия России регионального значения. В стенах дома регулярно проходят научные конференции и встречи.